# Жирон
Жирон (фр. Giron) је насељено место у Француској у региону Рона-Алпи, у департману Ен (Рона-Алпи).
По подацима из 2011. године у општини је живело 166 становника, а густина насељености је износила 17,68 становника/km².

## Демографија
| 1962. | 1968. | 1975. | 1982. | 1990. | 2011. |
| ----- | ----- | ----- | ----- | ----- | ----- |
| 140   | 118   | 100   | 99    | 88    | 166   |